# Gomphidia interruptistria
Gomphidia interruptistria är en trollsländeart som beskrevs av Zha, Zhang och Zheng 2005. Gomphidia interruptistria ingår i släktet Gomphidia och familjen flodtrollsländor. Inga underarter finns listade i Catalogue of Life.